# La Boule bleue
La Boule bleue ou La Boule Bleue -  Rofritsch est une entreprise installée à Marseille en France, spécialisée dans la fabrication de boules de pétanque et de jeu provençal. Fondée en 1904 par Félix Rofritsch, l'entreprise est gérée en 2020 par la quatrième génération de la famille Rofritsch.
L'entreprise est labellisée Entreprise du patrimoine vivant.

## Histoire
L'alsacien Félix Rofritsch fabrique les premières « boules cloutées » (en bois recouvert d'une carapace de métal, formée de clous) dans son atelier de la rue des Fabres, à Marseille.
En 1947, l'entreprise commercialise des boules de compétition en acier carbone trempé.